# Repetitioner
Repetitioner är en svensk dokumentärfilm från 2005 i regi av Michal Leszczylowski.
Filmen skildrar teaterprojektet 7:3 som genomfördes på Tidaholmsanstalten 1998-1999. Tre interner genomför tillsammans med dramatikern Lars Norén och skådespelaren Reine Brynolfsson ett teaterexperiment, vilket resulterar i att en av de medverkande rymmer, rånar en bank och mördar två poliser i Malexander (se polismorden i Malexander 1999).
Filmen spelades in med Christer Nilson som producent och Gunnar Källström, Jens Fischer och Per Källberg som fotografer. Den klipptes av Helena Fredriksson och premiärvisades den 4 februari 2005. Den belönades med pris för bästa internationella dokumentär vid en filmfestival i São Paulo i Brasilien 2005.